# 下津井瀬戸大橋
下津井瀬戸大橋（しもついせとおおはし）は、瀬戸大橋海峡部最北端にある橋。

## 概要
本州の岡山県倉敷市下津井田之浦と香川県坂出市櫃石島の間に架かる、全長1,447m、道路・鉄道併用の吊橋である。本橋の中間地点を県境としている。本州側のケーブルは、瀬戸内海国立公園の景観に配慮するため、鷲羽山にケーブル用のトンネルを掘削して埋め込んでいる。そのため、本州側アンカレイジを直接見ることはできない。1988年に田中賞を受賞した橋の一つでもある

## データ
- 橋梁形式：張出径間付単径間補剛トラス吊橋
- 着工：1978年（昭和53年）
- 竣工：1988年（昭和63年）
- 全長：1,447m
- 中央支間：940m
- 橋脚の高さ
本州側：146m
櫃石島側：149m

## 隣接する橋梁・トンネル
鷲羽山トンネル - 下津井瀬戸大橋 - 櫃石島高架橋

## 関連画像

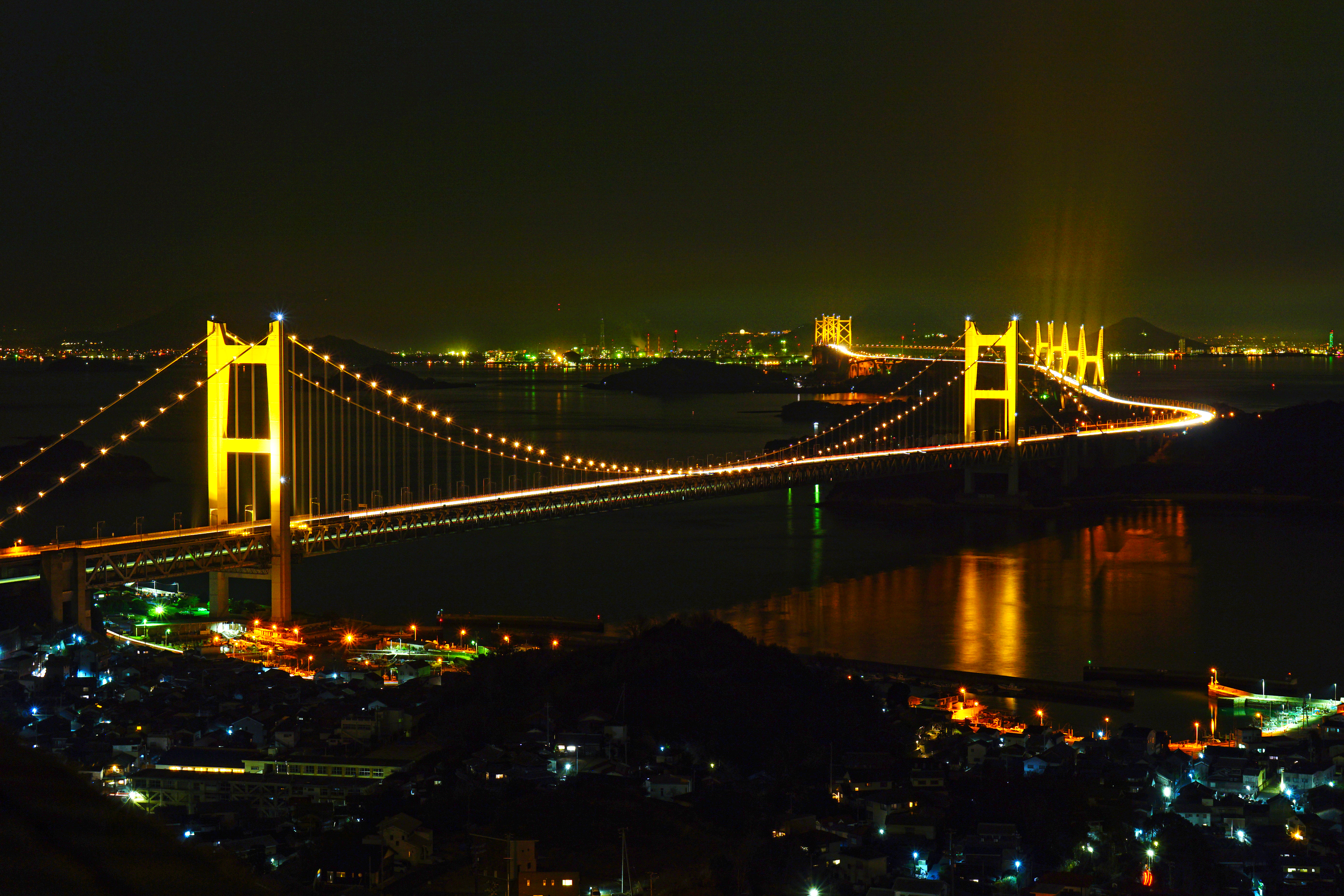
ライトアップされた下津井瀬戸大橋。鷲羽山より望む
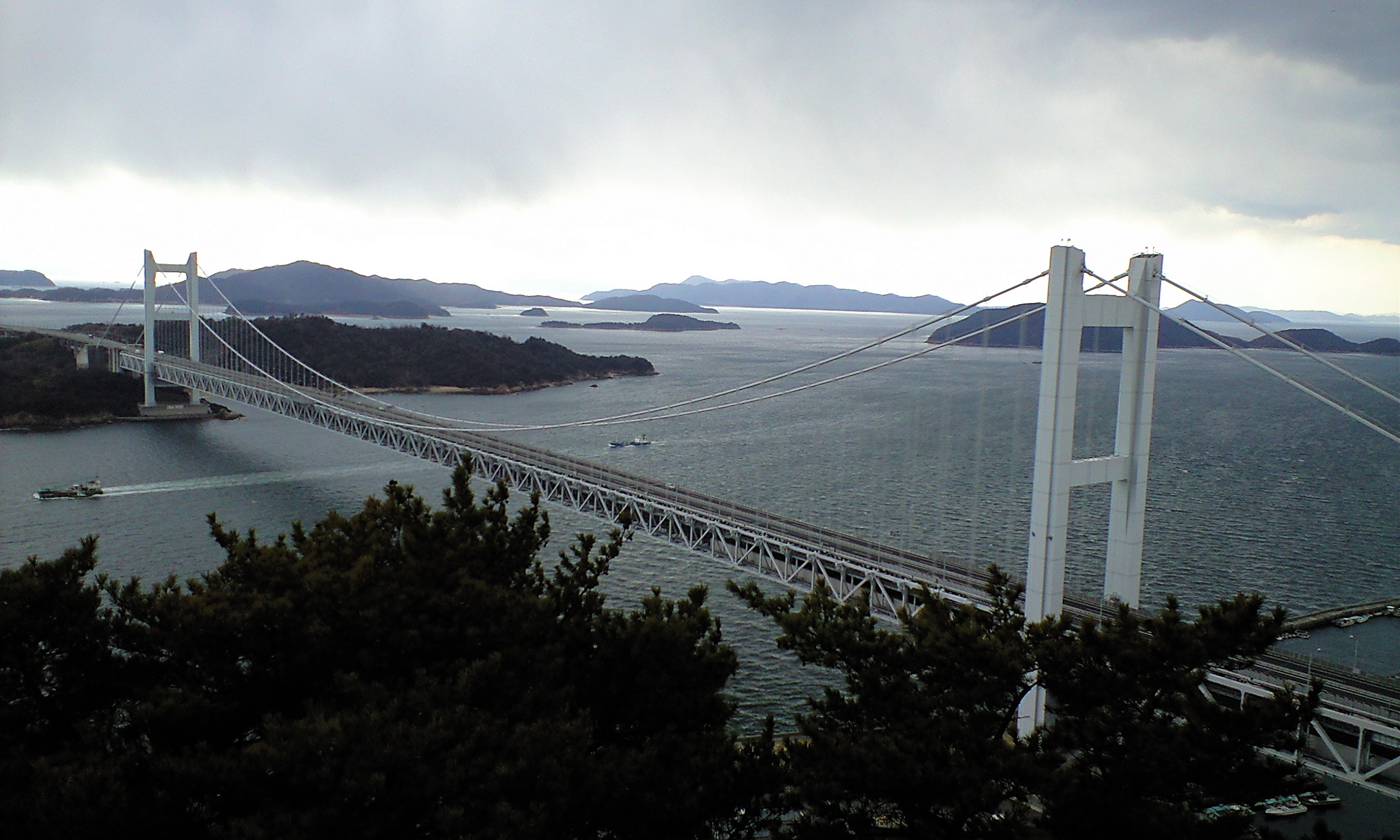
鷲羽山より望む
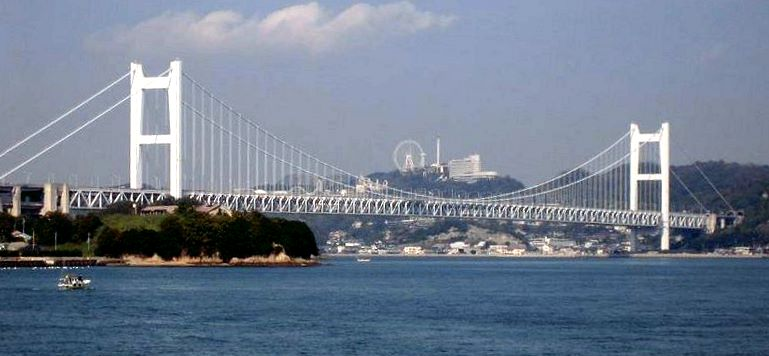
船上より岡山県方面望む
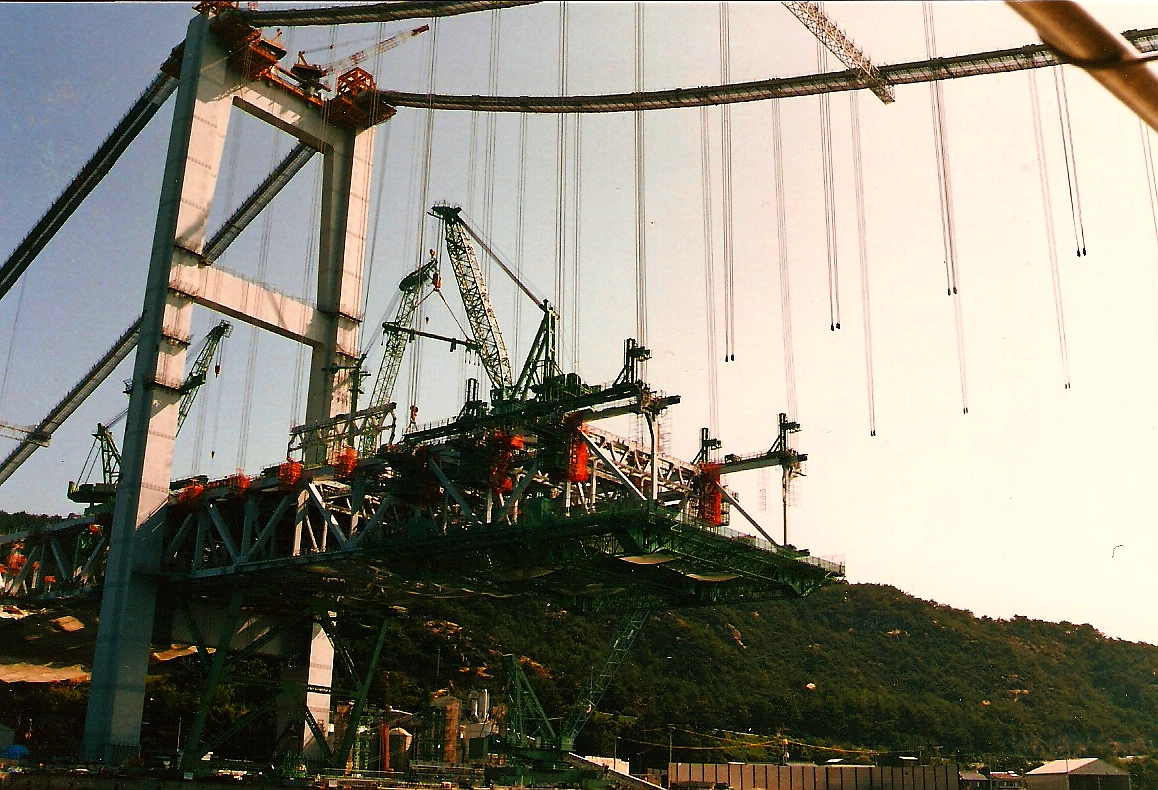
建設中の様子。1986年9月撮影